# Zonopimpla aurae
Zonopimpla aurae är en stekelart som beskrevs av Ian D. Gauld 1991. Zonopimpla aurae ingår i släktet Zonopimpla och familjen brokparasitsteklar. Inga underarter finns listade i Catalogue of Life.